# Pleiotropi
Pleiotropi (från grekiska pleion, 'mer' och τρόπος tropos , 'sätt') är när en gen påverkar eller styr fler än en fenotyp.
Ett exempel är SRY-genen hos Y-kromosomen som påverkar många faktorer hos embryons könsutveckling.
Ett annat exempel är den gen som kodar för vit ögonfärg hos bananflugan även kodar för färg och form för vissa inre organ och flugans fruktbarhet och livslängd.